# Шубертиада

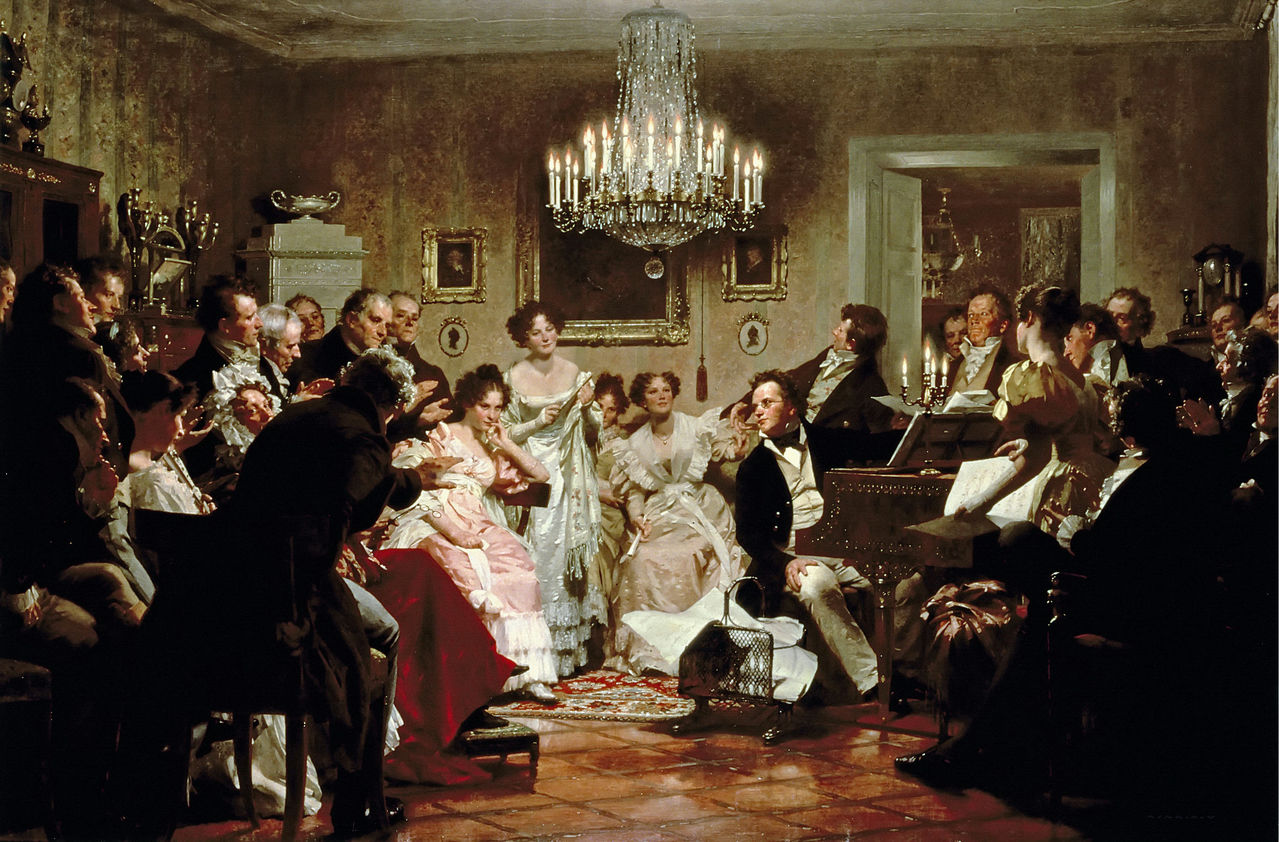
Юлий Шмид. Шубертиада. 1897

Шубертиада (нем. Schubertiade) — мероприятия, посвящённые музыке Франца Шуберта (1797—1828). Сначала шубертиадами называли небольшие частные концерты, посвященные творчеству композитора, сегодня этим термином определяют ряд концертов и фестивалей, связаных с его творчеством. Примером может служить шубертиада в Шварценберге, Австрия.

## История
В начале XIX века в Вене поклонники музыки Шуберта, его спонсоры, а также богатые друзья организовывали в частных домах концерты. Например, начиная с 1815 года такие концерты проходили в помещениях австрийского юриста и покровителя Шуберта Игнаца фон Зоннляйтнера, позже также Франца фон Шобера, писателя Эдуарда фон Бауэрнфельда, художника Леопольда Купельвизера и многих других.

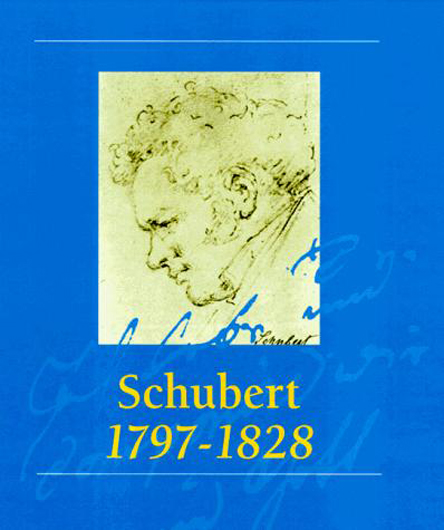
Афиша шубертиады 1997 года

Много шубертиад проводилось с участием самого Шуберта, однако так было не всегда. С 1822 года сам Шуберт использовал этот термин. Во время первой шубертиады сам Франц Шуберт аккомпанировал на фортепиано известным баритонам Иогану Михаэлю Фоглю и, позже, Карлу фон Шентейну. Осенью 1827 года вышел большой цикл произведений Шуберта «Зимний путь» (нем. Winterreise). А 28 января 1828 года, в доме Йозефа фон Шпауна состоялась последняя прижизненная шубертиада композитора.
Помимо Вены, шубертиады проводились и в других местах и имели характер литературно-музыкального салона. Кроме музыки Шуберта на мероприятиях читали поэзию, организовывали танцы и товарищеские игры. На такие встречи собиралось до ста человек. Среди известных гостей были Антон фон Добльхофф-Дир (1800—1872), Мориц фон Швинд (1804—1871), Франц Лахнер (1803 −1890) и многие другие.

## Современное состояние

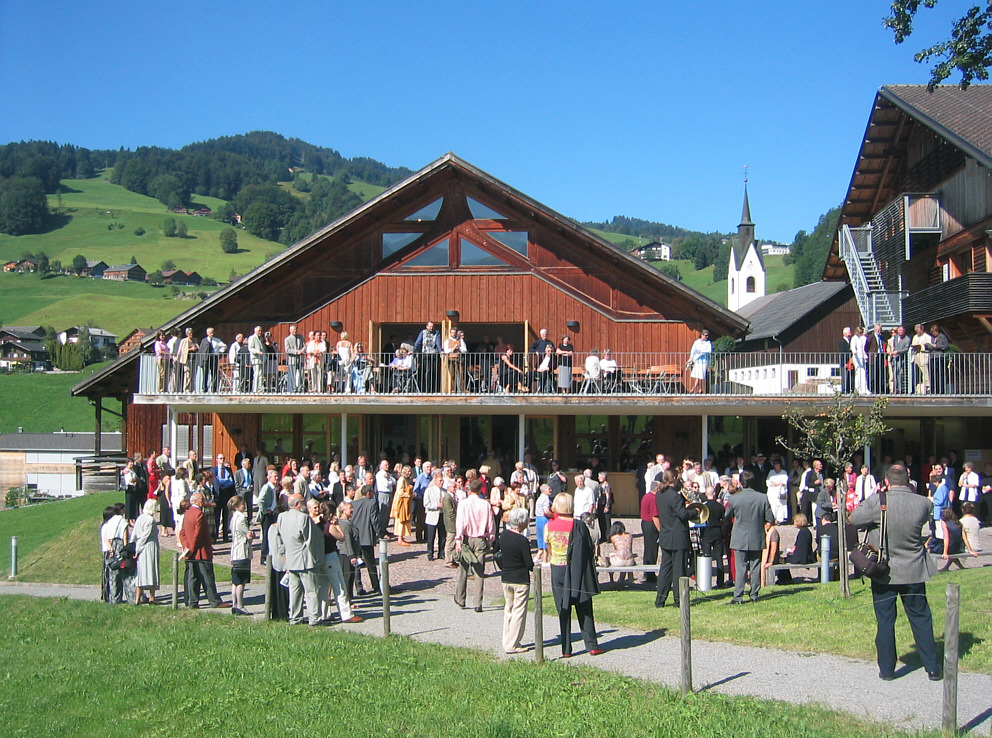
Шубертиада в Шварценберге. Австрия, 2004 г.

В XX веке шубертиадами начали называть крупные музыкальные фестивали, связанные с личностью Шуберта. В частности, таким, с 1976 года, является один из крупнейших ежегодных музыкальных фестивалей Шуберта, проводящийся в городах Хоэнэмс и Шварценберг федеральной земли Форарльберг, на западе Австрии. Основоположником фестиваля был немецкий баритон Герман Прей. На фестивале проводятся около 80 разнообразных мероприятий, и его посещает около 35 000 человек ежегодно.
Среди других мест, где проводятся шубертиады, можно отметить Эттлинген, Дерцбах, Шнаккенбург, Люксембург, Биль, а также с 1993 года Вилабертран возле Барселоны в Испании.
Во время фестивалей также читаются лекции, проводятся мастер-классы.
Шубертиады проводятся и на других континентах. Например, с 2012 года организовываются неформальные ежегодные фестивали камерной музыки, в американском городе Пасадине в Калифорния, которые также называются шубертиадами.